# Edlau (Könnern)
Edlau ist eine Ortschaft der Stadt Könnern im Salzlandkreis in Sachsen-Anhalt.

## Geografie
Edlau liegt zwischen Halle (Saale) und Bernburg (Saale). Die Ortschaft liegt in der Fuhnetiefebene an der Plötze.
Als Ortsteile der ehemaligen Gemeinde waren ausgewiesen:
- Hohenedlau
- Kirchedlau
- Mitteledlau
- Sieglitz

## Geschichte

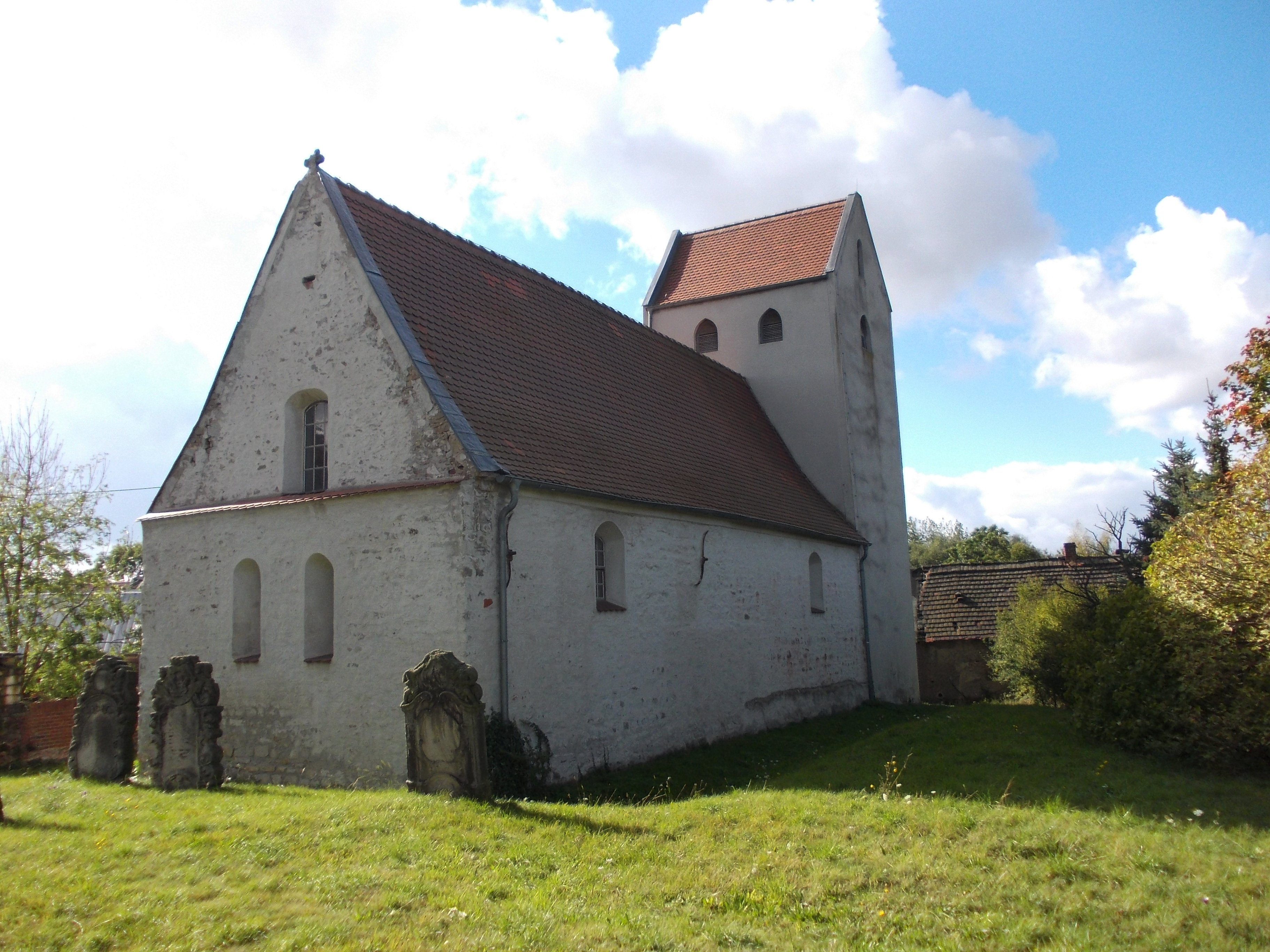
Kirche Kirchedlau

Die heutige Ortschaft Edlau besteht aus den vier entlang der Plötze gelegenen Orten Sieglitz, Hohenedlau, Mitteledlau und Kirchedlau. Der Ortsname „Edlau“ ist aus der slawischen Abwandlung „Ettlau“ des ursprünglich germanischen Namens „Otteleve“/„Otlowe“ entstanden. Der älteste der vier Orte ist vermutlich Hohenedlau. Auf dessen germanischen Ursprung weist der nahe gelegene Nagelstein hin, der eine germanische Kultstätte war. Sieglitz („Sieglietz“) ist eine slawische Gründung aus dem 7./8. Jahrhundert. Der Ort war die größte, aber auch die ärmste der vier Siedlungen. In Mitteledlau wurde in früheren Zeiten Gericht gehalten.
Die erste urkundliche Erwähnung der Ortschaften erfolgte im Jahr 1108, als sie der reichsunmittelbaren „Grafschaft Alsleben“ geschenkt wurden. Zu dieser Zeit waren sie kirchlich den Pfarrherren von Könnern unterstellt. Nach dem Tod des letzten Grafen von Alsleben im Jahr 1128 kamen die Orte der Grafschaft Alsleben an das Erzstift Magdeburg. Mit dem Anfall des Erzstifts Magdeburg an Brandenburg-Preußen wurden 1680 die Kurfürsten von Brandenburg (ab 1701 Könige in/von Preußen) neue Landesherren des nun „Herzogtum Magdeburg“ genannten Gebiets. Die vier Orte an der Grenze zu den Fürstentümern Anhalt gehörten zum Saalkreis. Die Gerichtsbarkeit über Kirchedlau lag beim Amt Rothenburg, die über Mitteledlau und Hohenedlau beim Stift St. Nicolai zu Magdeburg und die über Sieglitz bei den adligen Herren aus dem Winkel zu Wettin. 1745 trank der Fürst von Anhalt-Köthen von einer Heilquelle in Mitteledlau und wurde von seiner Gicht geheilt. In der Folgezeit kamen immer mehr Menschen zu dieser Heilquelle, wodurch die Kirche im benachbarten Kirchedlau zur Wallfahrtskirche wurde. Erst im 19. Jahrhundert versiegte die Quelle mit Drainierung der Äcker.
Mit dem Frieden von Tilsit wurden die vier Orte im Tal der Plötze im Jahr 1807 dem Königreich Westphalen angegliedert und dem Distrikt Halle im Departement der Saale zugeordnet. Kirchedlau und Mitteledlau gehörten zum Kanton Cönnern, Hohenedlau und Sieglitz zum Kanton Löbejün. Nach der Niederlage Napoleons und dem Ende des Königreichs Westphalen befreiten die verbündeten Gegner Napoleons Anfang Oktober 1813 den Saalkreis. Bei der politischen Neuordnung nach dem Wiener Kongress 1815 wurden die vier Orte im Jahr 1816 dem Regierungsbezirk Merseburg der preußischen Provinz Sachsen angeschlossen und dem Saalkreis zugeordnet.
Am 1. April 1938 wurde Sieglitz nach Hohenedlau und Mitteledlau nach Kirchedlau eingemeindet. Mit der ersten Kreisreform in der DDR am 20. Juli 1950 schlossen sich Hohenedlau und Kirchedlau zur Gemeinde Edlau zusammen, gleichzeitig wurden sie dem Landkreis Bernburg angegliedert. Durch die zweite Kreisreform in der DDR im Jahr 1952 kam Edlau zum Kreis Bernburg im Bezirk Halle, der 1990 zum Landkreis Bernburg wurde und 2007 im Salzlandkreis aufging. Seit dem 1. Januar 2005 gehörte Edlau zur Verwaltungsgemeinschaft Nienburg (Saale).
Am 1. Januar 2010 wurde die bis dahin selbstständige Gemeinde Edlau zusammen mit den Gemeinden Cörmigk, Gerlebogk und Wiendorf in die Stadt Könnern eingemeindet.

## Verkehr
Die Bundesautobahn 14, die von Halle (Saale) nach Magdeburg führt, liegt westlich in unmittelbarer Nähe von Edlau.

## In Edlau geborene Persönlichkeiten
- Peter-Michael Glöckner (1950–2011), Maler, vor allem Hinterglasmaler